# A Noite do Castelo
A noite do castelo (título original en portugués; en español, La noche del castillo) es la primera ópera del compositor brasileño Antônio Carlos Gomes. El libreto, obra de Antônio José Fernando dos Reis, está basado en la novela "A noite do castelo" de António Feliciano de Castilho. La ópera, dedicada al compositor y profesor Francisco Manuel da Silva, se estrenó el 4 de septiembre de 1861 en el Teatro Lyrico Fluminense de Río de Janeiro, y su gran éxito la convierte en la primera ópera nacional brasileña.

## Historia
Carlos Gomes se trasladó en 1859 de su ciudad natal, Campinas, a Río de Janeiro con la intención mejorar su educación musical. Mientras estudiaba en el Conservatorio de la Academia de Bellas Artes, en el que sobresalió por su talento, buscaba un libreto que le sirviera de base para componer una ópera. Pero se desanima por la falta de entusiasmo hacia él que demuestra Gioacchino Giannini, su profesor de composición, y a punto está de rendirse.
En ese entonces estaba en Brasil el empresario español José Amat, quien había creado la Ópera Nacional brasileña. Su proyecto era estrenar en Río de Janeiro, entonces capital brasileña, óperas internacionales traducidas al portugués como paso previo a la creación de una ópera nacional brasileña. Amat descubre a Gomes y le permite colaborar en su compañía como director de orquesta. Desde 1859 el empresario tenía en su propiedad un libreto escrito por dos Reis, pero no conseguía encontraba quién quisiera utilizarlo, así que se lo entrega a Gomes.
Conseguido el libreto de dos Reis, se pone a trabajar de inmediato en él. Se trata de un libreto plenamente romántico de ambientación gótica, le permite desarrollar su creatividad, pese a tratarse de su primera ópera.
El estreno, el 4 de septiembre de 1861, fue dirigido por el propio compositor, que contaba 25 años. El estreno fue un gran éxito, que le valió ser condecorado con la Orden Imperial de la Rosa por el Emperador Pedro II de Brasil, concedida en escena el mismo día del estreno.
La ópera gozó de una cierta popularidad en Brasil, pero no logró asentarse en el repertorio operístico internacional. En la actualidad es una ópera infrecuente, si bien existe una grabación tomada en vivo en 1978. Con motivo del 150ª aniversario de su estreno, se representó en 2011 en Campinas.

## Personajes
| Personaje                                   | voz      | Intérprete del estreno. Director: Carlos Gomes |
| ------------------------------------------- | -------- | ---------------------------------------------- |
| Leonor                                      | soprano  | Luisa Amat                                     |
| Fernando, novio de Leonor                   | barítono |                                                |
| Henrique, Esposo de Leonor, dado por muerto | tenor    |                                                |
| Conde Orlando, padre de Leonor              | bajo     |                                                |
| Inêz, Dama de compañía de Leonor            | soprano  |                                                |
| Raimundo, sirviente del Conde Orlando       | bajo     |                                                |
| Paje                                        |          |                                                |
| Roberto, criado sordo de Henrique           |          |                                                |
| pajes, sirvientes                           |          |                                                |

## Argumento
La historia tiene lugar en el castillo del Conde Orlando, en la época de la primera cruzada.
Acto I
Escena 1
Salón del castillo de Orlando
Nobles, doncellas y aldeanos están de fiesta la víspera de la boda de Leonor y Fernando. Un paje anuncia la llegada de Raimundo con malas noticias, por lo que todos se preguntan qué noticia traerá. Entra Raimundo (aria "Era Noite Alta") y cuenta que una noche, estando sentado en la puerta de su casa, escuchó un gemido: "Leonor". Al levantar la vista ve el fantasma de un caballero vestido con su armadura que, mirando al castillo, susurra en nombre de Leonor. Al preguntarle por la identidad del caballero, Fernando contesta que es viejo y no ve bien, pero cree que se trata del fantasma de Henrique, presuntamente muerto en la batalla del monte Sión. El Conde Comenta que Leonor no podrá casarse en caso de que Henrique siga vivo, mientras Raimundo comenta que, si se trata del fantasma de Henrique, un desastre terrible sucederá.
De pronto entra en el salón un extraño caballero vestido con su armadura. El Conde pregunta al caballero su identidad, que esconde tras el yelmo, pero el desconocido maldice a todos, en especial a Leonor, acusándola de romper su promesa de amor eterno. Por ello el Conde deduce que el caballero es en realidad Henrique.
Escena 2
Habitación de Leonor en el castillo
Fernando va a recoger a Leonor a su habitación para llevarla al baile, pero la encuentra atormentada. Ella le cuenta (aria  "Em Sono Plácido") que constantemente tiene un sueño que comienza de forma dulce pero se transforma en una pesadilla al aparecer un caballero fantasmal que levanta su mano amenazadoramente. Fernando intenta convencerla de que todo es un sueño, pero ella retrocede aterrorizada al volver a ver en la habitación al terrible espectro. Fernando consigue calmarla convenciéndola de que es una alucinación, mientras se escucha al coro festejar la futura boda.
Aparece de pronto el caballero negro, contando que ha regresado de Tierra Santa pero que prometió no mostrar su rostro a nadie. Fernando le ofrece una copa de vino como gesto de hospitalidad, pero el caballero la rechaza, ya que ha venido para vengarse. Cuenta entonces que, mucho tiempo atrás, dos niños se juraron amor eterno, pero tras unirse por la iglesia fue reclutado para luchar en Tierra Santa. Encarcelado por el enemigo, logró escapar, pero al regresar a su hogar encuentra a su amada en brazos de otro hombre. Entonces saca una cinta azul que le entregó una mujer falsa jurándole amor eterno, y la arroja a los pies de Leonor, que cae desmayada. Entonces Fernando y los caballeros presentes desenvainan sus espadas para expulsar al caballero. 
Acto II
Jardín del castillo
Aparece el caballero acompañado de su criado Roberto, a quien ordena que le espere en un lugar concreto. Una vez solo, el caballero canta a su amor por Leonor y sus deseos de venganza, pero al escuchar que alguien se acerca se esconde tras unos arbustos. Aparecen entonces Leonor y Fernando; él insiste en regresar al castillo, pero ella duda. Aparece entonces el caballero y desafía a Fernando a un duelo. Leonor se desmalla, así que el caballero la toma y se la lleva, siendo perseguido por un rabioso Fernando. Unos nobles, seguidos por el Conde, salen en busca del caballero, pero entonces aparece Leonor, contando que el caballero ha matado a Fernando. Entonces, delirando, piensa que su padre es el caballero y le pide que se apiade de ella. Todos piensan que se está volviendo loca. 
Acto III
Escena 1
Atrio de la capilla del castillo
Los nobles parten en busca del caballero misterioso. Aparece entonces el Conde Orlando (aria "Tu, Fernando, que adotei por filho"), pensando que ha sido Fernando quien lo ha traicionado, mientras que Henrique, muerto en batalla, era un verdadero caballero. Regresan los nobles y le dicen que llevan el cuerpo de Fernando a la capilla. El Conde les pregunta si han encontrado al caballero, pero le responden que la búsqueda ha sido inútil.
Escena 2
Habitación de Leonor
Inêz trata de convencer a Leonor de que intente dormir, pero ella se niega, ya que cree ver a su esposo muerto, al que recuerda (aria "Henrique, Henrique"). Al dar el reloj la medianoche, Leonor pregunta por Fernando, al que está esperando, y al escuchar ruidos corre hacia la puerta pensando que es él quien llega. 
Pero quien entra es Henrique, blandiendo la espada. Leonor lo abraza, pero le llama Fernando, por lo que él la empuja con violencia; es entonces cuando ella reconoce a su esposo Henrique. Leonor e Inêz se abrazan aterrorizadas, mientras Henrique cierra la puerta y las ventanas y acusa a su esposa de traición. Ella entonces le explica que, cuando se enteró de su muerte en Tierra Santa, quiso morir en vano, pero el tiempo sanó su dolor y volvió a enamorarse. Henrique, furioso, exige a su esposa que se arrodille y pida clemencia a Dios; parece que Leonor va a hacerlo pero entonces, desafiante, le dice que se niega a arrodillarse ante nadie, mientras recuerda su amor por él durante la infancia (aria "Tu que a mim desde Criança"). La furia de Henrique aumenta; Inêz abre una ventana y grita pidiendo ayuda, pero cuando llegan el Conde y sus soldados, Henrique apuñala a Leonor; entonces el Conde hiere con su espada a Henrique, pero en ese momento lo reconoce y trata de ayudarlo. Moribundos, Henrique y Leonor se piden perdón con su último aliento, mientras el Conde llora el fatal destino de ambos. 

## Discografía
| Año  | Reparto (Leonor, Conde Orlando, Henrique, Fernando, Inêz)                        | Director de Orquesta | Sello discográfico |
| ---- | -------------------------------------------------------------------------------- | -------------------- | ------------------ |
| 1978 | Niza de Castro Tank, José Dainese, Luis Tenaglia, Alcides Acosta, Lucia Pessagno | Benito Juarez        | Master Class       |